# Patricio Wills
Patricio Wills Artavia (Bogotá, Colombia; 29 de agosto de 1952) es un ejecutivo y productor de televisión colombiano. Actualmente trabaja en Televisa, teniendo el cargo de «Presidente y Head of studio» de Televisa Studios.

## Biografía

### Carrera laboral
Wills inició su carrera en RTI Televisión, al lado de Fernando Gómez Agudelo. Ese último fue el fundador de la programadora en 1963, junto con Fernando Restrepo Suárez. En ese entonces, Wills promovió producciones de impacto grande del mercado nacional colombiana, así como para el mercado internacional, con títulos como Los pecados de Inés de Hinojosa, Don Chinche, Los cuervos y Pasión de gavilanes, entre otras.
En 1998, debido a la crisis de las programadoras en la televisión colombiana, Wills cambió el modelo de negocio de RTI Televisión de programadora a empresa productora, e hizo alianzas en Colombia con Caracol Televisión y en el extranjero con Telemundo en los Estados Unidos y Televisa en México, para producir telenovelas y series de televisión.
En 2003, debido a la alianza de RTI Televisión junto con Telemundo, crean en los Estados Unidos Telemundo-RTI, productora establecida en Miami para producir telenovelas con locaciones en América del Norte, principalmente en los Estados Unidos y México; Wills presidió y gestionó ambos estudios en simultáneo. En 2006, Telemundo compra el 50% del estudio de Miami a RTI Televisión para independizarlo, creando Telemundo Studios (hoy conocido como: Telemundo Global Studios), siendo Patricio todavía «Presidente» de ambas productoras, el acuerdo inicial de RTI con Telemundo seguiría intacta. Fruto de esa alianza, se crearon telenovelas como Amor descarado, Pasión de gavilanes, El Zorro: la espada y la rosa, entre otras.
En marzo de 2011, al terminar de producir la primera temporada de La reina del sur, Wills anuncia su salida de Telemundo y NBCUniversal dejando la presidencia de Telemundo Studios, para concentrarse más en la presidencia de RTI Televisión, dejando a Aurelio Valcárcel Carroll como interino a su cargo durante el periodo de transición. No obstante, RTI siguió produciendo a Telemundo, hasta inicios de 2012, siendo Flor salvaje la última telenovela de la alianza.
En agosto de 2012, se anunció que Patricio Wills, firmó una alianza para producir a Televisa, Caracol Televisión y Canal RCN, siendo la más principal con Televisa, la cual firmó un acuerdo hasta 2019 para producir novelas y formatos de perfil internacional en Colombia y Venezuela, realizando más de 500 horas anuales entre los dos países anteriormente mencionados, establecen un convenio para utilizar las instalaciones de los estudios de RCTV en Venezuela, donde hicieron ficción con talento venezolano y también de otros países de la región. Dicha alianza con Televisa, tuvo frutos con el impacto mediático obtenido con La viuda negra, la cual fue renovada para una segunda temporada que salió al aire en 2016.
A finales de febrero de 2016, Patricio Wills anunció que se creará una nueva empresa productora, de la mano de su socio de RTI Televisión, Fernando Restrepo Suárez y Univision Communications, Inc. junto con Televisa, la cual se crea W Studios. En ese mismo año, Patricio produce la primera producción de la productora, La piloto, y se firma una alianza de coproducción con Lemon Studios de los hermanos Fernando y Billy Rovzar.
El 5 de marzo de 2018, Patricio Wills es ascendido como el nuevo «V.P. Corporativo de contenido» (suplantando a la productora Rosy Ocampo en el cargo) y «Presidente de Televisa Studios» en Televisa, a su vez dejando a Carlos Bardasano como el nuevo presidente y sucesor a cargo de W Studios y productor ejecutivo.

## Filmografía
| Año       | Título                        | Cargo               | Empresa productora                      | Notas                                                    |
| --------- | ----------------------------- | ------------------- | --------------------------------------- | -------------------------------------------------------- |
| 2003-2004 | Amor descarado                | Productor ejecutivo | Telemundo-RTI                           | Telenovela; 125 episodios.                               |
| 2007      | El Zorro: la espada y la rosa | Productor ejecutivo | Telemundo Global Studios RTI Televisión | Telenovela; 122 episodios.                               |
| 2011      | La Reina del Sur              | Productor ejecutivo | Telemundo Global Studios RTI Televisión | Serie de televisión; temporada 1 (63 eps.).              |
| 2012-2013 | ¿Quién eres tú?               | Productor ejecutivo | RTI Televisión                          | Telenovela (120 eps.); con Hugo León Ferrer.             |
| 2014-2016 | La viuda negra                | Productor ejecutivo | RTI Televisión                          | Serie de televisión (139 eps.); con Hugo León Ferrer.    |
| 2017      | La piloto                     | Productor ejecutivo | W Studios                               | Serie de televisión; temporada 1 (80 eps.).              |
| 2017      | La fuerza de creer            | Productor ejecutivo | W Studios                               | Serie de televisión; temporada 1.                        |
| 2018      | Descontrol                    | Productor ejecutivo | W Studios                               | Serie de televisión; 8 episodios.                        |
| 2018      | La bella y las bestias        | Productor ejecutivo | W Studios                               | Serie de televisión; 82 episodios.                       |
| 2018-2019 | Las Buchonas                  | Productor ejecutivo | W Studios                               | Serie de televisión; 81 episodios.                       |
| 2022-2023 | La mujer del Diablo           | Productor ejecutivo | W Studios                               | Serie de televisión web (26 eps.); con Carlos Bardasano. |
| 2022-2023 | Travesuras de la niña mala    | Productor ejecutivo | W Studios                               | Serie de televisión web; con Carlos Bardasano.           |